# Watercolour
„Watercolour” – pierwszy singel z albumu australijsko–brytyjskiego zespołu Pendulum pt. Immersion. Singel notowany był na czwartym miejscu brytyjskiej listy przebojów. Był także trzydziesty siódmy na listach w Nowej Zelandii i Australii oraz sześćdziesiąty drugi w Kanadzie.

## Teledysk
Reżyserami teledysku do utworu byli Barney Steel i Michael Sharpe. Został nakręcony w 16 marca 2010 r. w studiu we wschodnim Londynie. W teledysku wystąpiło około siedemdziesięciu fanów pełniących rolę statystów. W serwisie YouTube został opublikowany 1 kwietnia.

## Lista utworów
|  | iTunes digital EP (wydany 30 kwietnia 2010) 1. „Watercolour” – 5:04 2. „Watercolour” (radio edit) – 3:28 3. „Watercolour” (deadmau5 remix) – 6:06 4. „Watercolour” (Emalkay remix) – 5:07 5. „Watercolour” (music video) – 3:29 Digital single (wydany 2 maja 2010) 1. „Watercolour” – 5:04 | CD single (wydany 3 maja 2010) 1. „Watercolour” – 5:04 2. „Watercolour” (radio edit) – 3:28 3. „Watercolour” (deadmau5 remix) – 6:06 4. „Watercolour” (Emalkay remix) – 5:07 12" vinyl single (wydany 3 maja 2010) A. „Watercolour” – 5:04 B. „Watercolour” (dj edit) – 4:35 12" remixes vinyl single (wydany 3 maja 2010) A. „Watercolour” (deadmau5 remix) – 6:06 B. „Watercolour” (Emalkay remix) – 5:07 |

## Notowania na listach przebojów
| Lista                             | Najwyższa pozycja |
| --------------------------------- | ----------------- |
| Australia (Top 50 Singles)        | 37                |
| Kanada (Canadian Hot 100)         | 62                |
| Nowa Zelandia (Top 40 Singles)    | 37                |
| Wielka Brytania (Singles Top 100) | 4                 |